# Mostowe (Polohy)
Der ukrainische Ort Mostowe (ukrainisch Мостове) im Rajon Tokmak in der Oblast Saporischschja geht auf das russlandmennonitische Dorf Tiegerweide zurück.

## Tiegerweide
Der Ort wurde 1822 am Südufer des Kuruschan von 24 mennonitischen Familien angelegt, davon stammten 14 aus Westpreußen. Weitere Familien waren Nachfahren früherer Siedler der Kolonie Molotschna. Vor der Ansiedlung war die Gegend Weidegrund für Bauern aus Tiege, was den Namen Tiegerweide erklärt. Der Ort hatte 1848 52 Bauten. Es gab eine Schule, einen Getreidespeicher und drei Schmieden. 1825 besuchte Zar Alexander I. das Dorf und schlug vor, eine Baumplantage anzulegen, was 1838 getan wurde. 1869 gab es 22 Vollwirtschaften, vier Halbwirtschaften und 32 Kleinwirtschaften. 1908 lebten hier 607 Menschen.